# Schlenken-Segge
Die Schlenken-Segge (Carex heleonastes), auch Torf-Segge genannt, ist eine Pflanzenart aus der Gattung Seggen (Carex) innerhalb der Familie der Sauergrasgewächse (Cyperaceae). Sie ist auf der Nordhalbkugel verbreitet.

## Beschreibung und Phänologie

### Vegetative Merkmale
Die Schlenken-Segge ist eine ausdauernde krautige Pflanze, die Wuchshöhen von 10 bis 30 Zentimetern erreicht. Sie besitzt keine Ausläufer. Sie bildet meist kleine, lockere Horste. Der gerade und straff aufrechte Stängel ist scharf dreikantig, bis 1 Millimeter dick und unterhalb des Blütenstandes sehr rau. Er ist nur am Grund beblättert.
Die Laubblätter sind beiderseits mit Spaltöffnungen ausgestattet. Sie sind 1,5 bis 2 Millimeter breit und grau-grün. Die unteren Blattscheiden sind hell-braun.

### Generative Merkmale
Die Blütezeit reicht vorwiegend von Mai bis Juni. Der meist ziemlich kopfige Blütenstand ist bis zu 2 Zentimeter lang und enthält etwa vier bis sechs Ährchen. Das unterste Hüllblatt des Blütenstands ist manchmal wie ein Laubblatt entwickelt. Die Ährchen sind etwa 5 bis 10 Millimeter lang und bis zu 5 Millimeter breit und braun, die untersten sind manchmal etwas voneinander entfernt. Die Ährchen enthalten sechs bis zehn Blüten und an ihrer Basis befinden sich nur männliche Blüten. Die Spelzen sind eiförmig, ziemlich stumpf, hellbraun, selten rötlich und haben einen grünen Kiel und weißhäutige Ränder. Die gelb-grünen Schläuche sind bei einer Länge von 2,5 bis 3 Millimetern eiförmig bis spindelförmig, plankonvex, zuletzt abstehend und meist wenig länger als die Spelzen; Sie sind nach oben plötzlich in den kurzen, schwach zweizähnigen, an den Rändern etwas rauen Schnabel zusammengezogen. Jeder Fruchtknoten „trägt“ zwei Narben.
Die Früchte reifen rasch, so dass im Juli die meisten Früchte schon ausgefallen sind. Die braunen Früchte sind bei einer Länge von etwa 1,5 Millimetern eiförmig bis elliptisch.
Die Chromosomenzahl beträgt 2n = 56.

## Vorkommen
Das Verbreitungsgebiet der Schlenken-Segge reicht von Europa bis zum Fernen Osten Russlands und Kanada. In Europa erstreckt es sich von den Alpen bis ins Alpenvorland, umfasst die Karpaten, Bulgarien und den Kaukasus. In Nordeuropa erstreckt sich ihr ursprüngliches Gebiet vom norddeutschen Flachland nach Osten über das Baltikum und vom nördlichen europäischen Russland bis zum Ural. Isolierte Vorkommen gibt es in Westsibirien und auf Island. In Nordamerika gibt es Vorkommen in Kanada von der Hudson-Bay bis zu den Rocky Mountains.
Im Alpenvorland Mitteleuropas ist sie selten; vereinzelt findet man sie in alpinen Mooren; an ihren Standorten bildet sie kleinere Bestände. In den Allgäuer Alpen steigt sie in Vorarlberg in Hochtannberg bis zu einer Höhenlage von 1660 Meter auf. In Südtirol erreicht sie auf der Alpe Soricia im Val Duron eine Höhenlage von 1950 Meter.
Die Schlenken-Segge ist ein Eiszeitrelikt. Lebensbedingungen, die ihr zusagen, findet sie nur noch in wenigen geschützten Moorgebieten. Im mitteleuropäischen Tiefland ist sie durch Kultivierungsmaßnahmen weitgehend verschwunden, obwohl dort im letzten Jahrhundert noch etliche Fundstellen bekannt waren. In Deutschland kommt sie nur noch als Seltenheit im Bayerischen Alpenvorland vor. In der Schweiz gelten ihre Vorkommen als „stark gefährdet“.
Die Schlenken-Segge gedeiht am besten auf basenarmen, allenfalls mäßig basenhaltigen Torfböden. Gegenüber erhöhtem Stickstoffgehalt des Bodens reagiert sie empfindlich. Sie gedeiht nur in Schlenken von Zwischenmooren. Sie ist pflanzensoziologisch eine Charakterart des Caricetum heleonastae aus dem Verband des Caricion lasiocarpae.
Die ökologischen Zeigerwerte nach Landolt et al. 2010 sind in der Schweiz: Feuchtezahl F = 4+w+ (nass aber stark wechselnd), Lichtzahl L = 4 (hell), Reaktionszahl R = 2 (sauer), Temperaturzahl T = 3 (montan), Nährstoffzahl N = 1 (sehr nährstoffarm), Kontinentalitätszahl K = 2 (subozeanisch).

## Taxonomie und Systematik
Die Erstveröffentlichung von Carex heleonastes erfolgte 1782 durch Carl von Linné dem Jüngere in Supplementum Plantarum ... Seite 414.
Man kann folgende Unterarten unterscheiden:
- Carex heleonastes L. subsp. heleonastes
- Carex heleonastes subsp. neurochlaena (Holm) Böcher: Sie kommt in Alaska und im nordwestlichen Kanada vor.[4]